# Wazo

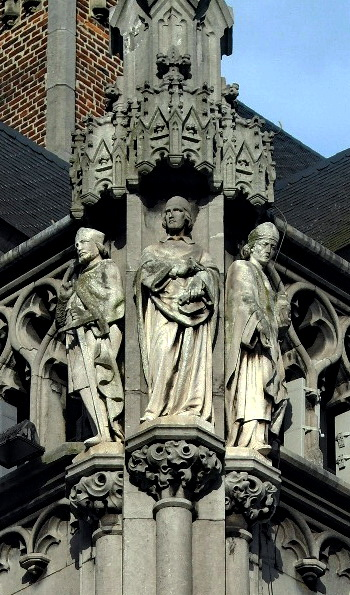
Wazo (rechts), Palais Provincial, Lüttich

Wazo (auch Waso, Wazzo, Watzo, Watho, seltener Gazo oder Guazo, frz. Wazon) (* um 985; † 1048) war von 1042 bis 1048 Bischof von Lüttich. Er war grundsätzlich kaisertreu, kritisierte aber klar den königlichen Herrschaftsanspruch über die Kirche.

## Leben
Er stammt aus unbekannten, wohl bescheidenen Verhältnissen. Er wurde an der Domschule in Lüttich zur Zeit von Bischof Notker erzogen und war dort auch Scholastikus. Er wurde Kaplan, Leiter der Domschule, Dekan des Domkapitels im Jahr 1013. Durch seine strenge Art machte er sich viele Gegner. So warf er dem Dompropst vor, seine Kompetenzen überschritten zu haben. Er verließ darum zeitweise Lüttich und wurde auf Vermittlung des Abtes Poppo von Stablo Mitglied der Hofkapelle am Hof Konrads II. Zeitweise plante der König sogar, ihn zum Erzbischof von Mainz zu machen. Dies scheiterte am Widerspruch der Kaiserin Gisela. Er blieb nur wenige Monate am Hof und kehrte nach Lüttich zurück.
Dort wurde er wohl 1029 zum Dompropst gewählt. Als der Bischofsstuhl 1037 vakant geworden war, wurde er zum Nachfolger vorgeschlagen, weigerte sich aber zu kandidieren. Einige Jahre später stand erneut eine Bischofswahl an und Wazo wurde 1042 Bischof von Lüttich. Er wurde vom Klerus und Volk gewählt. Am Hof Heinrichs III. gab es einige Vorbehalte gegen Wazo. Für ihn setzten sich Erzbischof Hermann von Köln und Bischof Bruno von Würzburg ein, so dass Heinrich ihn investierte.
Während der allgemeinen Not im Winter 1043 unterstützte Wazo die Notleidenden mit der Ausgabe von Getreide. Ähnlich verhielt er sich später in Kriegszeiten. Beim Aufstand Dietrich von Hollands, Gottfried von Lothringen und anderer 1047 hat der Bischof Lüttich verteidigt. Er äußerte in diesem Zusammenhang: „Dass sich niemand einen Zwefel darüber hingebe, dass ich ihm [dem Kaiser] treu ergeben bin mit allem was ich weiß und was in meinen Kräften steht, und dies, wie immer er mich behandeln mag. Und wenn er mir das rechte Auge ausstechen ließ, ich würde nicht davon abstehen, das linke weiterhin für seine Ehre und für seinen Dienst einzusetzen.“ Da er aber auf keine Hilfe hoffen konnte, schloss er mit Herzog Gottfried Frieden, was ihm am Kaiserhof den Vorwurf des Verrats einbrachte. Dies wurde in Lüttich zurückgewiesen. Die von dem Chronisten Anselm von Lüttich beschriebene Verhinderung einer Invasion durch Heinrich I. von Frankreich durch Wazo ist stark überzeichnet und es ist unklar, wie groß die Bedrohung wirklich war und welchen Anteil der Bischof am Erhalt des Friedens hatte.
Grundsätzlich war er zwar eine Stütze kaiserlicher Macht im lothringischen Raum, hat aber auch den Kaiser kritisiert, wenn er kirchliche Interessen in Gefahr sah. Insgesamt spielte er eine wichtige Rolle bei der Formulierung von Ideen, die für die gregorianische Reform wichtig wurden. Gegenüber Heinrich III. äußerte er einmal, dass die Salbung eines Priesters ein höheres Gewicht hätte als die eines Königs. Die Salbung des Priesters wäre die Quelle des Lebens, die Salbung des Königs Quelle des Tötens. So hoch wie das Leben über dem Tod stehe, so weit stehe der Priester über dem König. Das Vorgehen Heinrichs gegen den Erzbischof-Elekt von Ravenna Witger im Jahr 1046 kritisierte er scharf. Die Bischöfe sind danach dem Kaiser nur in weltlichen nicht in geistlichen Dingen Gehorsam schuldig. In geistlichen Dingen unterständen sie ausschließlich dem Papst. Die Beschlüsse der Synode von Sutri und die Absetzung von Papst Gregor VI. waren für ihn unrechtmäßig. Wazo meinte, dass ein Papst von niemandem gerichtet werden dürfe. Obwohl die Argumente Wazos auf älteren Traditionen fußten, hatte die Formulierung der Unterschiede von geistlicher und weltlicher Gewalt auf dem Höhepunkt einer sakral begründeten Hoheit des Königs über die Kirche doch eine neue Qualität.
Trotz seiner Glaubensstrenge stand er der Verfolgung von Ketzern eher ablehnend gegenüber und vertraute auf die Kraft von Argumenten. „Wir Bischöfe sollten dessen eingedenk sein, dass wir nicht das Schwert der weltlichen Gewalt empfangen haben. Darum wird von uns nicht verlangt, Menschen dem Tode zu weihen, sondern ihnen mit Gottes Hilfe das Leben zu schenken.“
Der Chronist Anselm hat Wazo in seiner Bischofsgeschichte der Lütticher Kirche, die vom Bischof angeregt worden war, breiten Raum eingeräumt.